# YRU Still Here?
YRU Still Here? ist das dritte Studioalbum der Band Marc Ribot’s Ceramic Dog. Es wurde 2018 bei Northern Spy (USA) und Yellowbird Records (Europa) veröffentlicht.

## Entstehung und Stil
YRU Still Here? erschien 5 Jahre nach der Veröffentlichung des Vorgängeralbums von Ceramic Dog, Your Turn, sowie 10 Jahre nach dem Debüt Party Intellectuals. Verglichen mit den Vorgängern ist das Album textlich sehr explizit politisch. In einer Besprechung wird festgestellt, dass „mit der Ankunft von YRU Still Here? […] die Occupy-Wall-Street-Wutausbrüche auf Your Turn fast schon schwächlich im Vergleich“ klingen („With the arrival of YRU Still Here?, the Occupy Wall Street rants of Your Turn now sound almost quaint by comparison.“).
Musikalisch ist es ähnlich divers wie die Vorgängeralben und baut auf Elementen von Afrobeat (Pennsylvania 6 6666), Surf Rock (Agnes) oder Noise Funk (Oral Sidney With a “U”), allerdings mit deutlichen Referenzen zum Punk. Bereits das Eröffnungsstück bezieht sich in seinem Titel auf Nancy Spungen, die im Umfeld der legendären Punk-Band Sex Pistols berühmt wurde. Einige der Songs beziehen sich mehr oder weniger direkt auf die politischen und sozialen Kontroversen der Trump-Präsidentschaft, darunter Personal Nancy, Muslim Jewish Resistance (in dem Trump, Steve Bannon, Scott Pruitt und Jeff Sessions namentlich erwähnt werden) oder das gegen die Immigration and Customs Enforcement gerichtete Fuck La Migra. Die politische Botschaft des Albums wird auch in einem kurzen Text im Booklet des Albums erläutert. Der von Shahzad Ismaily geschriebene Text zu Pennsylvania 6 6666 ist eine Reminiszenz an dessen Kindheit in Danville, Pennsylvania und den damals erlebten Rassismus.

## Beteiligte Musiker
- Marc Ribot – Gitarren, Requinto, Farfisa, E-Bass, Althorn, Vocoder, Gesang
- Shahzad Ismaily – E-Bass, Moog, Perkussion, Gesang (u. a. in Urdu)
- Ches Smith – Schlagzeug, Perkussion, Electronics, Gesang

Gäste
- Rea Dubach – Gesang (2, 6, 8)
- Lukas Rutzen – Gesang (2, 8)
- Curtis Fowlkes – Posaune (2, 8)
- Mauricio Herrera – Congas (2)
- Briggan Krauss – Saxophon (6)
- Neel Murgai – Sitar (9)
- Doug Wieselman – Flöte (2), Saxophon (8)

## Titelliste
1. Personal Nancy (Text: Marc Ribot; Musik:Ribot/Ches Smith) 2:59
2. Pennsylvania 6 6666 (Ribot/Shahzad Ismaily) 6:16
3. Agnes (Text: Ribot/Ismaily; Musik: Smith) 3:23
4. Oral Sidney With a “U” (Ribot) 4:06
5. YRU Still Here? (Ribot) 4:45
6. Muslim Jewish Resistance (Ribot) 5:08
7. Shut That Kid Up (Ribot) 8:22
8. Fuck La Migra (Ribot) 2:54
9. Orthodoxy (Ribot) 4:12
10. Freak Freak Freak On The Peripherique (Text: Ribot; Musik: Ribot/Ismaily) 4:52
11. Rawhide (Ribot) 5:53

## Rezeption
In einer positiven (4,5 von 5 Sternen) Rezension auf Allmusic fasst der Autor zusammen:

“Despite its title, YRU Still Here? is less about asking questions and more about Ribot, Ismaily, and Smith taking a defiant stand.”

„Trotz des Titels geht es auf YRU Still Here? weniger um Fragen Stellen und mehr um den aufsässigen Standpunkt von Ribot, Ismaily und Smith.“

Auf Pop Matters erhielt YRU Still Here? 8 von 10 Sternen mit dem Kommentar:

“Marc Ribot and Ceramic Dog will never take the easy way out, even during the best of times. Sometimes, that’s how you stumble upon a future classic.”

„Marc Ribot and Ceramic Dog würden nie den einfachen Weg wählen, sogar in den besten Zeiten. Manchmal ist es so, wenn man über einen künftigen Klassiker stolpert.“

Auch in der deutschen Jazzzeitschrift Jazzthing erhielt das Album eine positive Rezension, in der neben dem politischen Grundton die musikalische Vielfalt herausgehoben wurde. Von Down Beat wurde YRU Still Here? mit 3,5 Sternen bewertet, eine „wütende, zurecht ungehaltene, klanglich fiebrige und einnehmende Variation der Party-Band-Tradition“ („an angry, righteously indignant, sonically feverish and engaging variation on the party-band tradition“). Auch in der Besprechung auf dem Internetportal Vinyl District wurde das Album mit A- bewertet und die besondere Kombination von politisch kraftvollen Texten und musikalischer Qualität und Vielfalt betont.